# Рокитњице в Орлицких хорах
Рокитњице в Орлицких хорах (чеш. Rokytnice v Orlických horách) град је у Чешкој Републици. Град се налази у управној јединици Краловехрадечки крај, у оквиру којег припада округу Рихнов на Књежној.

## Становништво
Према подацима о броју становника из 2014. године град је имао 2.115 становника.